# Yulubmax
Yulubmax är en ort i Mexiko.   Den ligger i kommunen Chilón och delstaten Chiapas, i den sydöstra delen av landet, 800 km öster om huvudstaden Mexico City. Yulubmax ligger 1 118 meter över havet och antalet invånare är 357.
Terrängen runt Yulubmax är kuperad. Runt Yulubmax är det ganska tätbefolkat, med 54 invånare per kvadratkilometer. Närmaste större samhälle är Yajalón, 17,1 km nordväst om Yulubmax. I omgivningarna runt Yulubmax växer i huvudsak städsegrön lövskog.